# Electric Tears
Electric Tears är Bucketheads nionde studioalbum. Stilmässigt är det ett av hans lugnare album, i en lista som skulle kunna omfatta verk som det akustiska Colma och det mer progressiva Look Up There. Utöver dessa har skivan en direkt stilmässig efterföljare i Bucketheads trettiofemte album Electric Sea som gavs ut 2012.
De enda instrument som använts på skivan är akustiska och elektriska gitarrer som spelas av Buckethead. Låten "Sketches of Spain" är en hyllning till jazzmusikern Miles Davis och lånar element ur dennes tolkning av låten "Concierto de Aranjuez" från skivan Sketches of Spain.

## Låtlista
Alla låtar är skrivna och komponerade av Buckethead, utom "Sketches of Spain" ursprungligen skriven av Joaquín Rodrigo. 
| Nr           | Titel                         | Längd |
| ------------ | ----------------------------- | ----- |
| 1.           | All in the Waiting            | 3:44  |
| 2.           | Sketches of Spain (for Miles) | 4:04  |
| 3.           | Padmasana                     | 11:39 |
| 4.           | Mustang                       | 5:38  |
| 5.           | The Way to Heaven             | 5:50  |
| 6.           | Baptism of Solitude           | 6:10  |
| 7.           | Kansas Storm                  | 5:33  |
| 8.           | Datura                        | 5:38  |
| 9.           | Mantaray                      | 4:11  |
| 10.          | Witches on the Heath          | 2:41  |
| 11.          | Angel Monster                 | 5:07  |
| 12.          | Electric Tears                | 5:32  |
| 13.          | Spell of the Gypsies          | 5:12  |
| Total längd: | Total längd:                  | 70:58 |

## Lista över medverkande
- Producerad av Buckethead och Janet Rienstra.
- Produktionsassistent Dom Camardella.
- Ljudteknik och mixning av Dom Camardella.
- Mastering av Dom Camardella & Robert Hadley